# 1973年阿富汗政變
1973年阿富汗政變發生於1973年7月17日，係由陸軍將領穆罕默德·達烏德汗親王所領導，最終推翻當時國王兼後者表親的穆罕默德·查希爾·沙阿，建立由達烏德汗所領導的一黨制阿富汗共和國。為發起政變，達烏德汗連同時任參謀長阿布杜爾·卡里姆·穆斯塔格尼將軍率領喀布爾的部隊，利用國王在義大利伊斯基亞養病之際推翻王國政權。達烏德汗得到陸軍軍官及阿富汗人民民主黨旗幟派公務員的支持，當中還包含阿富汗空軍阿卜杜勒·卡迪爾上校。
查希爾·沙阿國王決定不做報復，並於8月24日正式退位，繼續在義大利流亡。阿富汗自1747年杜蘭尼帝國成立以來超過兩世紀的王國制度，因政變成功終結。
七名警官及一名坦克指揮官在政變中喪生，當時的美國國家安全會議描述該政變為一場「精心策畫且執行果決」的政變。

## 背景
1933年，查希爾·沙阿即位為王，而其表哥達烏德汗則曾於1953年至1963年間擔任首相。達烏德汗與國王間的關係緊張，而他也未能在1964年制憲後保住政務官之位，因為該憲法禁止來自巴拉克宰王朝的成員。有人認為國王故意制憲，因為達烏德汗帶有強烈支持普什圖尼斯坦的思想，讓國王認為他過於激進，可能會導致與巴基斯坦的分歧。
1964年君主立憲制成立後，連續五屆政府的施政都讓公眾的不滿增長，當中包括議會通過之《政黨法》、《省議會法》和《市政法》等，國王均未能頒布，於是達烏德汗抓住了這個機會。另一個政變的起因是政府對1971－1972年發生的飢荒惡劣的應對，該場飢荒造成阿富汗中部及西北部數以千計的人民喪生，古爾省尤為嚴重。最終造成時任首相阿卜杜勒·查希爾的內閣總辭。約有1972人對於議會毫無效率且缺乏領導力感到不滿，造成各大學冒出眾多政治運動。達烏德汗與國王的內部爭執也被認為是他發動政變的可能原因之一。
部分學者與史學家認為蘇聯可能有在這場政變中介入，但證據薄弱。

## 政變過程
1973年6月25日，查希爾·沙阿國王離境阿富汗，經羅馬前往倫敦以接受針對眼部受傷後大出血的治療。治療完成後他返回義大利，並流連於伊斯基亞島上。7月17日早晨，穆罕默德·達烏德汗和其軍隊中數以百計的支持者發動政變，短短數小時內，政變就在未受任何軍事抵抗下成功，王國制度終結，達烏德汗於早上7點透過阿富汗廣播電台宣布新共和國的成立。美國國家安全會議成員將其描述為一場「精心策畫且執行果決（ "well planned and swiftly executed coup."）」的政變。
此次政變僅有的傷亡包括站點的7名警官，他們誤將反抗軍當作敵軍，而另有一名坦克指揮官墜入喀布爾河而死，當時他為了避免與公車相撞而偏離道路。

## 後續發展
儘管達烏德汗是巴拉克宰王朝慕沙希班的成員，他還是廢除了王朝體制，並建立新的共和國取而代之，宣布自己為國家元首與政府首腦身兼外交部長與軍隊領袖。喀布爾皇家阿格宮殿則變成總統官方居所。廣播中，達烏德汗稱這場政變是一次「國家進步的革命」，並稱國王的統治「腐敗且無能」，誓言要以「真誠民主」代之。他承諾將繼續阿富汗長久以來的中立政策。7月19日，蘇聯及印度給予新政府外交承認。
達烏德汗這場軍事政變的成功，與馬克思主義者和旗幟派的支持有關，導致部分人士懷疑這是共產黨接管的開始。為了平息反對聲浪，他保證維護宗教與文化遺產的延續，正如1973年7月制定的《共和國法令》所證明的那樣。達烏德汗上台後解散了國會和司法院，建立了直接執政的統治。儘管他握有社會主義的觀點，但他並未對經濟體制施行劇烈的改變，並同冷戰期間的諸列強保持聯繫。
1977年1月，制憲大會選舉後阿富汗召開了支爾格大會，批准了新憲法成立一黨專制總統制的國家，給予國家元首極大權力。達烏德汗重新開始接觸美國與巴基斯坦，導致其與蘇聯和阿富汗人民民主黨中共產派關係惡化。最終他在1978年的四月革命中被推翻，本人也在革命中身亡，而這場革命的發起者中，有很多是1973年幫助他上台的上層公民與高階軍官。